# Хартум
Хартум (на арабски: الخرطوم), също Ал-Хартум Бахри, е столицата на Судан и административният център на провинция Ал-Хартум.
Намира се при сливането на Бели и Сини Нил. Името на града означава Слонски хобот. Жителите на града са 2 207 794 души (2007).

## История
Хартум е основан през 1820 г. като военен лагер от египтяните. През 1885 г. е разрушен, а 13 години по-късно е възстановен от британците. След нападението над стария търговски център Шанди търговията на Судан се концентрира в Хартум. Впоследствие през Хартум се осъществява почти целият обмен на слонова кост, гума, щраусови пера и роби от Централна Африка с Червено море.
1970-те и 1980-те години са времето, когато стотици хиляди бежанци от Уганда, Етиопия и Чад търсят подслон и закрила в суданската столица. Много от тях се заселват в околностите на града.

## Население
| \| Година \| Население[2] \| Население[2] \| \| Година \| Град \| Агломерация \| \| ------- \| ------------ \| ------------ \| \| 1907[3] \| 69 349 \| н.д. \| \| 1956 \| 93 100 \| 245 800 \| \| 1973 \| 333 906 \| 748 300 \| \| 1983 \| 476 218 \| 1 340 646 \| \| 1993 \| 947 483 \| 2 919 773 \| \| 2007 \| 2 207 794 \| 8 363 915 \| | Основното население на Хартум възлиза на 2 207 794 жители. Населението на агломерацията, образувана с Омдурман, наброява около 8 363 915 души според данни от преброяване през 2007 г. По брой жители агломерацията Хартум-Омдурман се нарежда на 4-то място в Африка. |             |
| Година | Население | Население   |
| Година | Град | Агломерация |
| 1907 | 69 349 | н.д.        |
| 1956 | 93 100 | 245 800     |
| 1973 | 333 906 | 748 300     |
| 1983 | 476 218 | 1 340 646   |
| 1993 | 947 483 | 2 919 773   |
| 2007 | 2 207 794 | 8 363 915   |

## Побратимени градове
- Аман, Йордания
- Анкара, Турция
- Асмара, Еритрея
- Истанбул, Турция
- Кайро, Египет
- Санкт Петербург, Русия
- Ухан, Китай